# Callipteris sanderi
Callipteris sanderi là một loài thực vật có mạch trong họ Woodsiaceae. Loài này được (C. Chr.) L. Pacheco & R.C. Moran miêu tả khoa học đầu tiên năm 1999.